# ダーク・ハートッグ島
ダーク・ハートッグ島 (Dirk Hartog Island) は西オーストラリア州のガスコイン沿岸沖にある島。シャーク湾のユネスコ世界遺産の範囲内にある。長さ約80km、幅は3から15kmで、西オーストラリア州最大かつ最も西にある島である。面積は620km2で、パースからの距離はおよそ北に850kmである。
名前はオランダ人船長ダーク・ハートッグ（ディルク・ハルトフ）にちなむ。ハートッグは1616年10月25日、オランダ東インド会社の船Eendrachtでケープタウンからバタビアへ向かう途中島を発見した。